# Plynová turbína

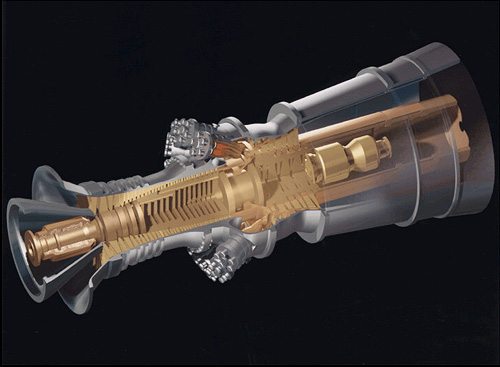
Turbína letadla

Plynová turbína je stroj, který mění mechanickou a tepelnou energii proudících plynů na mechanickou práci a roztáčí tak hřídel. Pracovní látkou jsou ohřáté plyny nebo spaliny, vznikající v jiných strojích, přivedené do plynové turbíny. Plyny při průchodu turbínou odevzdají jejím lopatkám svou kinetickou energii.
Plynová turbína je součástí stejnojmenného tepelného motoru, tedy plynové turbíny, která navíc obsahuje kompresor a ohřívač nebo, v případě spalovací turbíny, spalovací komoru.

## Rozdělení plynových turbín
Podle způsobu přívodu pracovních plynů se turbíny rozdělují na:
- izobarické nebo rovnotlakové, jestliže pracovní plyn do turbíny vstupuje při přibližně konstantním tlaku. Zjednodušený teoretický model popisuje Ericssonův–Braytonův cyklus
- izochorické nebo rovnoobjemové, impulsové, jestliže pracovní plyn do turbíny vstupuje v nárazových dávkách. Zjednodušený teoretický model popisuje Humphreyův cyklus

## Konstrukce
Podle směru proudění plynů v turbíně se turbíny rozlišují na:
- axiální - plyny proudí přibližně rovnoběžně s osou otáčení turbíny
- radiální - plyny proudí kolmo na osu turbíny

Při spojení více turbín za sebou hovoříme o vícestupňových turbínách, přičemž jedno oběžné kolo tvoří jeden stupeň. Každý stupeň má v tomto případě odlišné charakteristiky lopatek, protože do nich vstupují plyny s jinými parametry. Směrem k vyšším stupňům klesá tlak i teplota plynů úměrně k již odevzdané mechanické práci v předešlých stupních.

## Využití plynových turbín

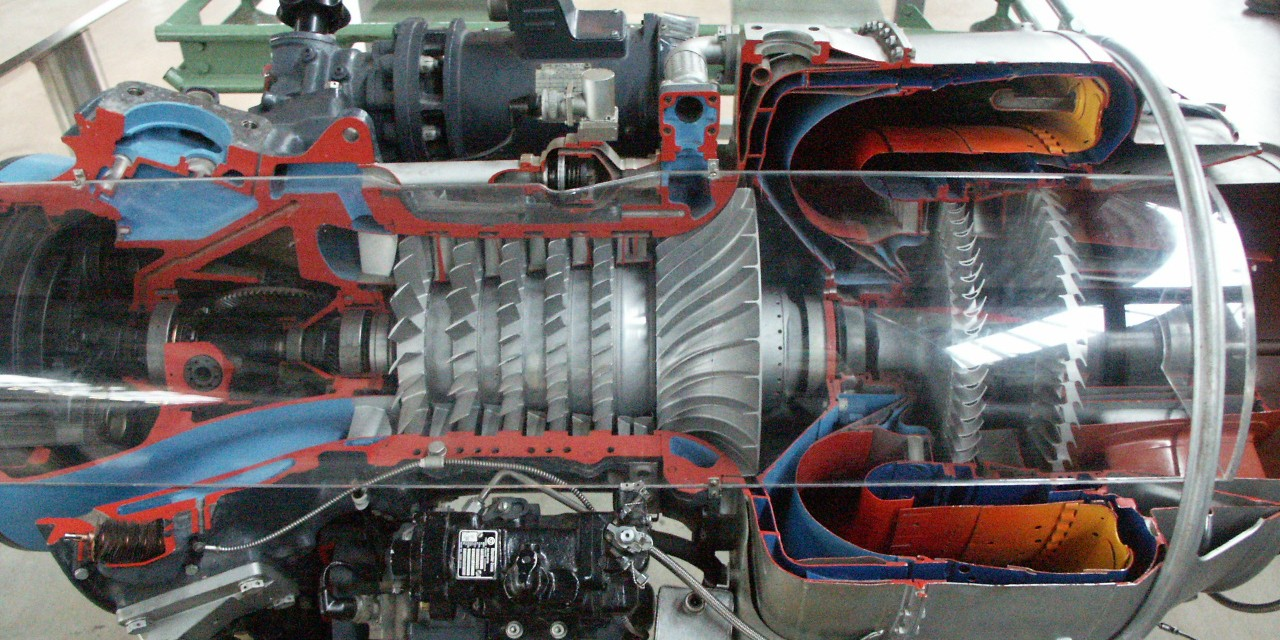
plynová turbína zevnitř

### Turbodmychadlo
Typickým příkladem plynové turbíny pro malé výkony je turbína turbodmychadla pístového spalovacího motoru, která využívá energii jeho výfukových plynů. Pokud by mezi pracovními válci motoru a turbínou byl dostatečně velký zásobník, ve kterém by se ustálily hodnoty tlaku a teploty spalin, turbína by pracovala jako rovnotlaká. V praktických aplikacích sportovních automobilových motorů však přicházejí plyny ve formě krátkých tlakových impulzů podle toho, jak se otevírají výfukové ventily jednotlivých válců. Proto turbína pracuje jako impulzová. Na zlepšení účinku tlakového impulzu se dokonce výfukové potrubí sportovních motorů ladí a spojují před turbínou do větví podle počtu válců a pořadí jejich pracovních cyklů.

### Parní turbína
Parní turbína je typickým příkladem plynové turbíny pro velké výkony. Používá se jako pohon generátorů v tepelných a jaderných elektrárnách. Pracovním plynem je přehřátá vodní pára, jejíž ohřev zabezpečuje spalování paliv nebo průběh jaderné reakce. Místo páry se experimentuje se superkritickým CO2.
Turbína pracuje při svých optimálních podmínkách jako rovnotlaká.

### Součástspalovací turbíny
Spalovací turbína se skládá z kompresoru, spalovací komory a plynové turbíny. Kompresor vhání vzduch pod tlakem do spalovací komory, ve které dochází k hoření paliva a tím k nárůstu teploty a objemu procházejících plynů, které pak roztáčí plynovou turbínu. Část získané mechanické energie se použije na pohon kompresoru, část se odvede hřídelem. Zbytek energie zůstává ve formě tepelné (využívá se například k výrobě páry v paroplynových elektrárnách) a kinetické (hlavní složka výkonu proudového motoru) energie spalin.